# Indipohdi
Indipohdi ist ein Versdrama in fünf Akten des deutschen Nobelpreisträgers für Literatur Gerhart Hauptmann, das am 23. Februar 1922 unter dem Titel Das Opfer im Dresdner Schauspielhaus mit Paul Wiecke als Prospero, Melitta Leithner als dessen Tochter Pyrrha und Antonia Dietrich als dessen zweite Frau Tehura erfolgreich uraufgeführt wurde. Der Dichter hatte sein in Jamben geschriebenes Stück zusammen mit Schauspieldirektor Paul Wiecke inszeniert.
Gerhart Hauptmann habe den Text als sein Testament angesehen.

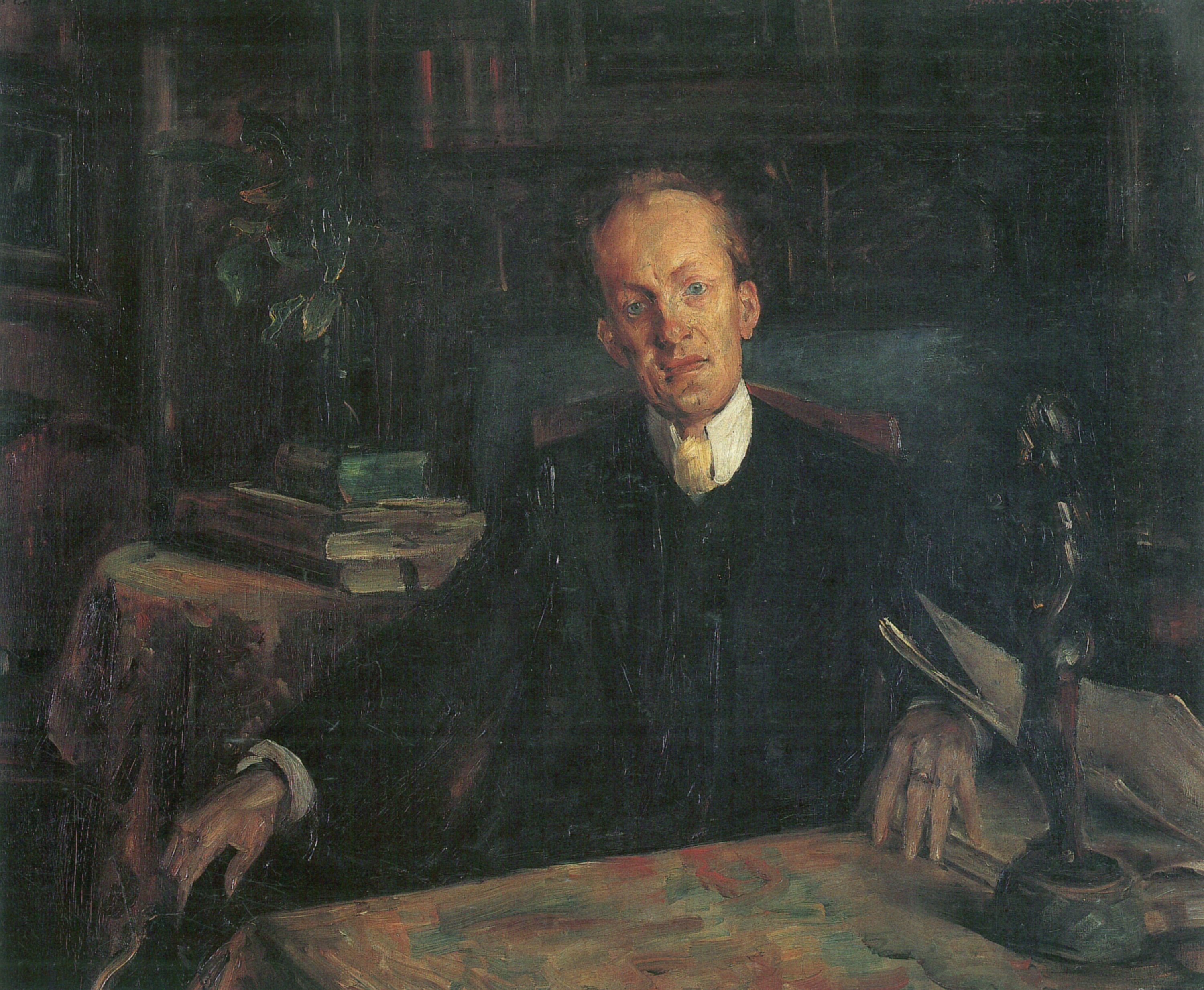
Gerhart Hauptmann auf einem Gemälde von Lovis Corinth anno 1900

## Entstehung
Der wahrscheinlich Anfang 1913 beendete Versuch „Die Insel. Paraphrase zu Shakespeares Sturm“ wich bereits vom Stück des großen Engländers ab. Vom Frühjahr 1913 bis zum Sommer 1916 schrieb Hauptmann an dem eigentlichen Stück. Im Vorjahr der oben genannten Premiere erfolgte der Vorabdruck in der Neuen deutschen Rundschau.

## Überblick
Die Heimat Prosperos und seiner beiden Kinder liegt am Luganersee in den Alpen, nahe beim Monte Generoso. Prospero, der Name des zusammen mit Pyrrha am Ort der Handlung – „auf einer entlegenen Insel im Ozean“ – Gestrandeten, erinnert an den Herzog in Shakespeares Sturm. So basiere der Stoff auch auf diesem Werk aus dem Jahr 1611.
Die indianischen Bewohner jener Insel nehmen Prospero als ihren weißen Heiland; erheben ihn zu ihrem Priesterkönig. Motivisch gesehen dominiert das oben genannte Opfer. Die Gottheit muss besänftigt werden, meinen die Indianer und fordern von ihrem neuen König die Wiedereinführung des Menschenopfers. Prospero, ein Gegner solcher Schlächterei, opfert sich selbst. Er besteigt den dortigen Schneeberg. Von dessen Kraterrand will er sich in die rauchende Vulkanglut stürzen. Das erinnert nun wieder an Hölderlins Empedokles.
Zum Titel: Priesterkönig Prospero amtiert in der Nachfolge des dortigen ehemaligen größten Herrschers Indipohdi – auf Deutsch: Niemand weiß es. Denn niemand habe gewusst, woher dieser Herrscher gekommen und wohin er gegangen war.

## Struktur
Fiedler schreibt, rein dramaturgisch gesehen ruhe die Handlung „fest in sich selbst“ und begründet die Behauptung mit herausragenden Strukturelementen:
1
Prosperos 14-jährige anmutige Tochter Pyrrha – von den Indianern Yakka gerufen – begibt sich als Jägerin mit Pfeil und Bogen an den schneeigen Hang des Feuerberges und erlegt einen Kondor. In der Schneeregion fällt das Mädchen in Ohnmacht, nachdem ihm ein Ebenbild erschienen ist. Prospero, dem das Erlebnis berichtet wird, fürchtet: „… der arge Schatten nimmt Gestalt an …“ Dazu passt, dass Amaru, ein indianischer Jüngling, der erklärte Widerpart des gekrönten Königs Prospero im Stück, berichtet, „fremde Sonnensöhne“ treiben sich auf der anderen Inselseite herum. Amaru möchte Prospero am liebsten mit der Keule erschlagen, belässt es aber bei einem Schimpf: „… Lästerer der Götter Krieg, Krieg, Krieg!“
2
Tatsächlich hat Prosperos fast 30-jähriger Sohn Fürst Ormann mit drei Seemännern Schiffbruch erlitten und konnte, unbemerkt von Prospero, am Ort der Handlung, diesem „Teufelseiland“, landen. Ormann entdeckt beim Besteigen des Vulkans eine „Geisterstätte … erbaut von Menschenhand“, in der offenbar Menschen geopfert wurden. Während des weiteren Aufstiegs erblickt er „ein junges Weib von weißer Haut“, das jenen Kondor erlegt.
Einer aus Ormanns kleiner Mannschaft erliegt den Strapazen. Seherisch äußert der Sterbende gegenüber seinem Fürsten: „Ich sehe deinen Vater.“ Ormann begegnet Amaru. Der Indianer schlägt vor: „… verbindet euch mit Eiden und Verträgen dem Rachezuge Amarus.“ Beide, gleichen Sinnes, verbünden sich gegen Prospero, denn Amaru „will den geilen Hundesohn vom Thron des Landes stoßen.“ Er meint Ormanns Vater Prospero. Während der Krönung hatte nämlich der indianische Oberpriester Oro seine jungfräuliche Tochter Tehura dem Prospero als Frau angeboten. Allerdings rührt der edle frischgebackene Ehemann Prospero, der dankend angenommen hatte, seine zweite Frau nicht an.
3
Auf dem Höhepunkt der Handlung wird die Jägerin Pyrrha von dem Mordbrenner Amaru gejagt. Prospero schmeißt die Königskrone hin. Amaru scheitert und wird von den Mannen des Oberpriesters Oro in Fesseln gelegt.
4
Prospero erzählt Tehura die Geschichte seiner Vertreibung, die zehn Jahre zurückliegt. Der eigene Sohn habe ihn vom Thron gestoßen.
Die Indianer erwarten nun von Prospero endlich ein Menschenopfer. Der Oberpriester Oro meint, der Priesterkönig werde seinen Todfeind Ormann opfern. Ormann wird von indianischen Priesterknaben zur Opferung vorbereitet. Irrtum, der König opfert sich selbst.
Ormann und Pyrrha, die sich als Geschwister nicht erkennen, gestehen sich ihre Liebe. Pyrrha nennt den Vater einen Schwächling, der zu Recht aus der Welt der Weißen verstoßen wurde. Ormann erfährt brieflich von Prospero: Der Vater wird sich für den Sohn opfern.
5
Prospero steigt hinauf zum Vulkankraterrand. Ormann, der Muttermörder, nennt sich einen „mißratnen, verfluchten Sohn“ und hastet hinterdrein; möchte nie der Feind des Vaters gewesen sein. Pyrrha gesteht Tehura ihre Liebe zum endlich erkannten Bruder. Pyrrha ist zu jeder Untat, in dem Fall zur Blutschande, bereit.
Schließlich schreibt Fiedler: „Der fünfte Akt ist ... nicht mehr notwendig und wirkt wie eine lyrisch-visionäre Übergipfelung des Ganzen.“

## Rezeption
- Februar 1920, Hermann Stehr, bis dato Gerhart Hauptmanns Freund, habe die dramatische Struktur des Stücks verrissen.[17]
- November 1921 im Prager Lucerna-Palast: Max Brod sei von der Urkraft des Rezitators Gerhart Hauptmann beeindruckt gewesen.[18]
- 1952, Mayer betont, Prospero „ist ... der herrschende Philosoph aus Platons Staatsphilosopie.“[19] „Als Prosperos Sohn auf die Insel verschlagen wird, treten sich in Vater und Sohn die Typen des Gewaltherrschers und des herrschenden Philosophen gegenüber ... Aber Prosperos Weltbild bleibt unklar. Allzu viele ineinander widerstreitende Bestandteile hat Hauptmann hier miteinander vereinigen wollen: Platonismus und Buddhismus, Christusbild und Hölderlinscher Humanismus ... So ergab sich eine quantitätsmäßige Anhäufung statt einer wahrhaft schöpferischen Einheit.“[20]
- 1998, Marx bemerkt, Tehura trage Züge von Goethes Iphigenie und schließt seine Besprechung mit einem vernichtenden Urteil: In dem Bemühn, Shakespeare, Hölderlin, Goethe und die Evangelien des Christentums unter einen Hut zu bringen, breche Hauptmanns Drama zusammen.[21]
- 2012, Sprengel schreibt zu selbigem Sachverhalt vorsichtiger, dem Dichter sei die eigene Schöpfung über den Kopf gewachsen.[22]

### Buchausgaben
Erstausgabe:
- Indipohdi. Dramatisches Gedicht. S. Fischer, Berlin 1921[23]

Verwendete Ausgabe:
- Indipohdi. Dramatische Dichtung. S. 181–284 in Gerhart Hauptmann: Ausgewählte Dramen in vier Bänden. Bd. 4. 543 Seiten. Aufbau-Verlag, Berlin 1952

### Sekundärliteratur
- Gerhart Hauptmann: Ausgewählte Dramen in vier Bänden. Bd. 1. Mit einer Einführung in das dramatische Werk Gerhart Hauptmanns von Hans Mayer. 692 Seiten. Aufbau-Verlag, Berlin 1952
- Indipohdi (Dramatische Dichtung) S. 13–20 in Ralph Fiedler (* 1926 in Berlin-Röntgental): Die späten Dramen Gerhart Hauptmanns. Versuch einer Deutung. 152 Seiten. Bergstadtverlag Wilhelm Gottlieb Korn, München 1954
- Gerhard Stenzel (Hrsg.): Gerhart Hauptmanns Werke in zwei Bänden. Band II. 1072 Seiten. Verlag Das Bergland-Buch, Salzburg 1956 (Dünndruck), S. 821–822 Inhaltsangabe
- Friedhelm Marx: Gerhart Hauptmann. Reclam, Stuttgart 1998 (RUB 17608, Reihe Literaturstudium). 403 Seiten, ISBN 3-15-017608-5
- Peter Sprengel: Gerhart Hauptmann. Bürgerlichkeit und großer Traum. Eine Biographie. 848 Seiten. C.H. Beck, München 2012 (1. Aufl.), ISBN 978-3-406-64045-2